# Acide 3-hydroxyaspartique
Pour les articles homonymes, voir HYA.
L'acide 3-hydroxyaspartique, ou acide β-hydroxyaspartique, est un dérivé hydroxylé de l'acide aspartique. Il s'agit d'un acide aminé non protéinogène résultant d'une modification post-traductionnelle de certaines protéines ; il est souvent représenté par l'abréviation Hya.
On trouve des résidus de 3-hydroxyaspartate dans les domaines de type EGF de protéines telles que les protéines dépendantes de la vitamine K, comme la protéine C.